# Pristimantis reichlei
Pristimantis reichlei é uma espécie de anfíbio da família Craugastoridae. Pode ser encontrada no Peru, Bolívia e Brasil.

## Distribuição geográfica e habitat
A espécie está distribuída no centro e sul do Peru, nas regiões de Huánuco, Cuzco, Puno e Madre de Dios, no norte da Bolívia, nos departamentos de Cochabamba, La Paz, Pando e Beni, e no Brasil, no estado do Acre.